# Крикунов Юрій Володимирович
Юрій Володимирович Крикунов (нар. 22 травня 1966, м. Київ) — український політик, з 2014 р. — депутат Київради від партії УДАР, з 2015 — депутат Київради від партії Блок Петра Порошенка «Солідарність». Орден «За заслуги» I ступеня (2018).

## Освіта
- 1983 р. — закінчив на відмінно Київську середню школу № 184.
- 1989 р. — закінчив Київський політехнічний інститут, спеціальність: електропривод і автоматизація промислових установок, кваліфікація: інженер–електрик (диплом з відзнакою).
- 1997 р. — захистив дисертацію, здобувши науковий ступінь кандидата технічних наук.

## Трудова діяльність
- 1989–1992 рр. — асистент кафедри загальної та теоретичної фізики Київського політехнічного інституту.
- 1992–1995 рр. — аспірант Київського політехнічного інституту;
- 1995–1996 рр. — старший інженер ТОВ "НВП «Світло»;
- 1996–1997 рр. — заступник керуючого Київським міським відділенням Фонду соціального захисту інвалідів;
- 1997–1998 рр. — старший інженер ТОВ "НВП «Світло»;
- 1998–1999 рр. — доцент Національного технічного університету України «Київський політехнічний інститут»;
- 1999–2006 рр. — керуючий Київським міським відділенням Фонду соціального захисту інвалідів;
- 2006–2007 рр. — радник директора виконавчої дирекції Фонду страхування від нещасних випадків на виробництві та професійних захворювань України;
- 2007–2009 рр. — перший заступник голови Голосіївської районної в м. Києві державної адміністрації;
- 2009–2010 рр. — заступник голови Центрального виконавчого комітету Політичної партії Народний Союз «Наша Україна»;
- 2010–2015 рр. — фізична особа-підприємець;
- 01.2015 — 02.2015 р. — консультант сектору впроваджень економічних реформ управління організаційно-аналітичного забезпечення діяльності Київського міського голови;
- 2015—2019 рр. — директор Департаменту соціальної політики виконавчого органу Київської міської ради (Київської міської державної адміністрації).

## Громадсько-політична діяльність
- 2004 р. — довірена особа кандидата в Президенти України В. Ющенка ТВО № 21.
- 2006 р. — кандидат в народні депутати України від блоку «Наша Україна»;
- 2006–2010 рр. — депутат Голосіївської районної в м. Києві ради, керівник фракції блоку «Наша Україна»;
- 2007 р. — кандидат в народні депутати України від блоку «Наша Україна — Народна Самооборона»;
- 2010 р. — керівник Київського міського виборчого штабу кандидата в Президенти України В. Ющенка;
- 2010–2011 рр. — керівник виконавчого комітету Київської міської організації політичної партії «Наша Україна»;
- 2012 р. — кандидат в народні депутати України ОВО № 217 від Політичної партії «УДАР»;
- З 2012 р.— Голова Подільської районної у м. Києві організації Політичної партії «УДАР (Український Демократичний Альянс за Реформи) Віталія Кличка»;
- 2014 р. — керівник Подільського районного виборчого штабу Політичної партії «УДАР (Український Демократичний Альянс за Реформи) Віталія Кличка»;

## Особисте життя
Народився в сім'ї інженерів. Одружений, має трьох дітей.

## Урядові нагороди та інші відзнаки
- 1999 р. — Подяка Президента України.
- 2001 р. — орден Святого Архистратига Михаїла.
- 2002 р. — Почесна грамота Кабінету Міністрів України[2].
- 2003 р. — орден Св. рівноапостольного князя Володимира III ст.
- 2006 р. — орден «За заслуги» III ст.[3]
- 2010 р. — орден «За заслуги» II ст.[4]

Також нагороджений вищими відзнаками Міністерства праці та соціального захисту населення, Фонду соціального захисту інвалідів, відзнаками та подяками громадських організацій — Української спілки інвалідів, Червоного Хреста, Спілки ветеранів Афганістану.